# Bagre bagre
Bagre bagre es una especie de pez de la familia Ariidae.

## Morfología
Los machos pueden llegar alcanzar los 55 cm de longitud total.

## Alimentación
Come peces  e invertebrados (por ejemplo, crustáceos).

## Depredadores
En Brasil es depredado por Carcharhinus porosus.

## Hábitat
Es un pez demersal y de clima tropical.

## Distribución geográfica
Se encuentran en el mar Caribe y océano Atlántico suroccidental (desde Colombia hasta la desembocadura del río Amazonas).

## Uso comercial
Se comercializa fresco.